# Hodoș (Darova), Timiș
Hodoș este un sat în comuna Darova din județul Timiș, Banat, România. Hodoșu înregistrează la ora actuală 100 de numere, o biserică ortodoxă și o școala I-IV, cu 13 copii.

## Legături externe

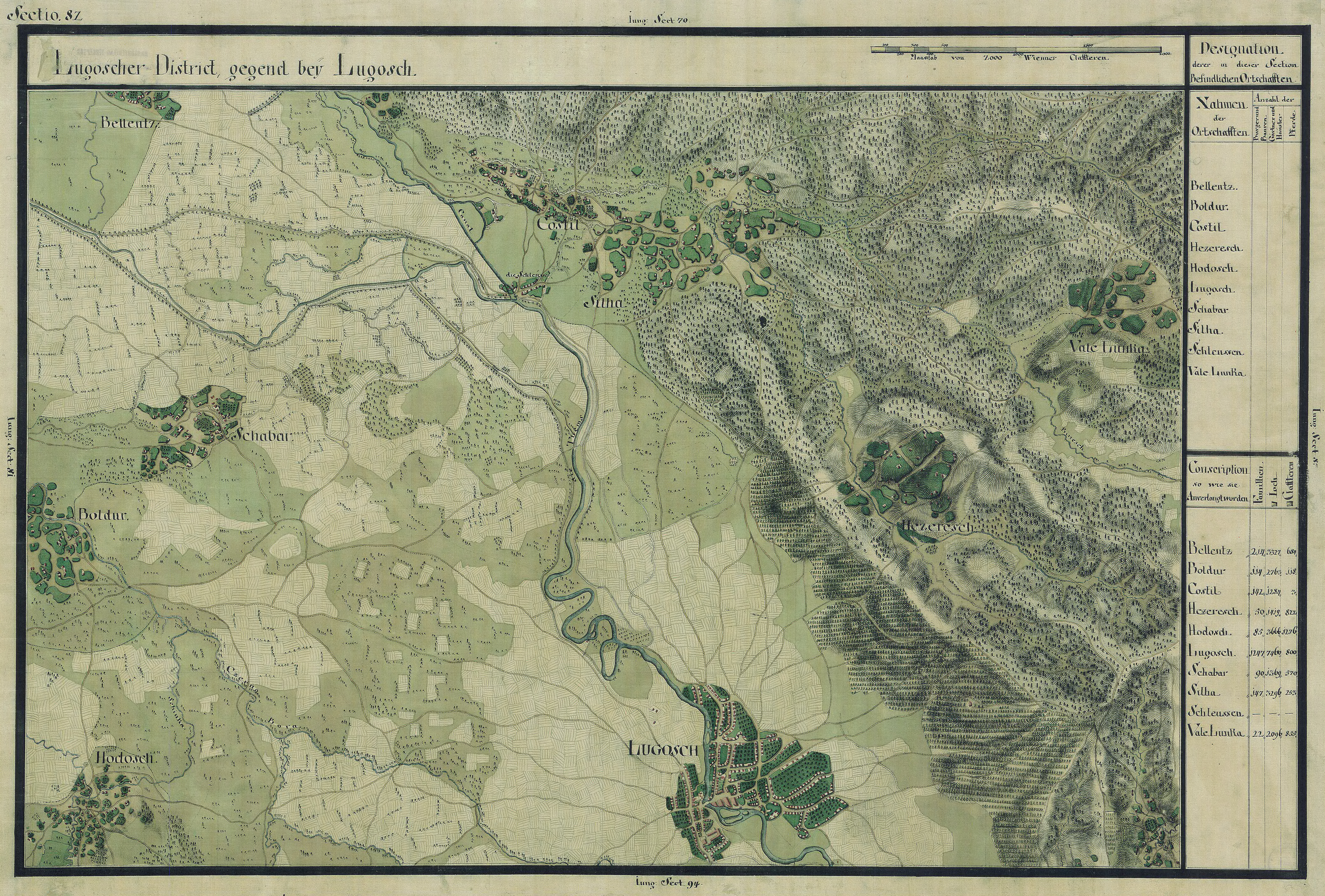
Hodoş în Harta Iosefină a Banatului, 1769-72